# Super Bowl XXXVII
O Super Bowl XXXVII, título da temporada de 2002 da NFL, foi decidido entre Tampa Bay Buccaneers, campeão da NFC, e Oakland Raiders, campeão da AFC, no Qualcomm Stadium, San Diego, Califórnia, em 26 de janeiro de 2003. A partida foi vencida, por 48 a 21, pelo Buccaneers que conquistou o seu primeiro título de Super Bowl. O MVP foi Dexter Jackson, safety de Tampa Bay, sendo um dos dois únicos safeties e um dos três únicos jogadores da linha secundária de defesa a receber esse prêmio na história.
Até a presente data, este é o último Super Bowl jogado em janeiro, já que todos os jogos subsequentes seriam disputados em fevereiro. Foi também o último a ser disputado na semana seguinte as finais de conferência (com os outros sendo os Super Bowls XVII, XXV, XXVIII, XXXIV e XXXVI) e o último a ser jogado no Qualcomm Stadium, que havia anteriormente sediado o Super Bowl XXII (na época chamado de Jack Murphy Stadium) e o Super Bowl XXXII, sendo que o estádio foi demolido em 2021. Já que a NFL não tem mais time em San Diego desde que os Chargers se realocaram para Los Angeles em 2017 e a liga tem uma política de não sediar um Super Bowl em áreas metropolitanas que não tem time, o Super Bowl XXXVII será o último a ser jogado na cidade de San Diego até que um novo time seja alocado na área. 
Este foi o primeiro Super Bowl onde o time de melhor ataque da liga (Raiders) enfrentou a equipe de melhor defesa (Buccaneers). O jogo as vezes é referido como "Gruden Bowl", porque o enredo principal em torno do jogo girava em torno do técnico Jon Gruden, já que ele foi técnico dos Raiders de 1998 a 2001 e foi trocado para os Buccaneers naquele mesmo ano, em 2002. Tampa Bay, o "novo time" de Gruden, estava na sua primeira aparição em Super Bowl na história da franquia após vencer doze jogos e perder quatro na temporada regular. Oakland, o "velho time" de Gruden, estava no seu quinto Super Bowl após ter vencido onze jogos no ano. O Super Bowl XXXVII é referido como "Pirate Bowl", devido ao fato dos mascotes e logos das duas equipes ser inspirados pela imagem de piratas.
Os Raiders eram os favoritos para a partida. Contudo, o ataque de Oakland sofria e a performance dominante da defesa de Tampa através do jogo acabou por colapsar o até então eficiente ataque dos Raiders. O quarterback de Oakland, Rich Gannon, lançou um recorde de cinco interceptações no jogo, três delas retornadas para touchdown. Os Buccaneers também derrubou Gannon cinco vezes e marcaram trinta e quatro pontos seguidos para abrir uma liderança de 34 a 3 já no final do terceiro quarto. Dexter Jackson, o safety de Tampa Bay, que terminou o jogo com duas interceptações, sendo nomeado MVP do Super Bowl. Jackson se tornou apenas o segundo safety e o terceiro jogador de defesa a ser nomeado Jogador Mais Valioso de um Super Bowl.
A partida atraiu uma audiência de 88,6 milhões de espectadores nos Estados Unidos.

## Resumo dos pontos
1º Quarto
- OAK - FG: Sebastian Janikowski 40 jardas 3–0 OAK
- TB - FG: Martin Gramatica 31 jardas 3–3

2º Quarto
- TB - FG: Martin Gramatica 43 jardas 6–3 TB
- TB - TD: Mike Alstott, corrida de 2 jardas (ponto extra: chute de Martin Gramatica) 13–3 TB
- TB - TD: Keenan McCardell, passe de 5 jardas de Brad Johnson (ponto extra: chute de Martin Gramatica) 20–3 TB

3rd Quarter
- TB - TD: Keenan McCardell, passe de 8 jardas pass de Brad Johnson (ponto extra: chute de Martin Gramatica) 27–3 TB
- TB - TD: Dwight Smith, interceptação e retorno de 44 jardas (ponto extra: chute de Martin Gramatica) 34–3 TB
- OAK - TD: Jerry Porter, passe de 39 jardas de Rich Gannon (ponto extra: conversão de 2 pontos falhou) 34–9 TB

4º Quarto
- OAK - TD: Eric Johnson, retorno de 13 jardas após bloqueio de punt (ponto extra: conversão de 2 pontos falhou) 34–15 TB
- OAK - TD: Jerry Rice,passe de 48 jardas de Rich Gannon (ponto extra: conversão de 2 pontos falhou) 34–21 TB
- TB - TD: Derrick Brooks, interceptação e retorno de 44 jardas (ponto extra: chute de Martin Gramatica) 41–21 TB
- TB - TD: Dwight Smith, interceptação e retorno de 50 jardas (ponto extra: chute de Martin Gramatica) 48–21 TB